# Alejandro Osorio (cyclisme)
Pour les articles homonymes, voir Alejandro Osorio et Osorio (homonymie).
Osorio  Carvajal est un nom espagnol. Le premier nom de famille, en général paternel, est Osorio ; le second, en général maternel, souvent omis, est Carvajal.
Alejandro Osorio Carvajal, né le 28 mai 1998 à El Carmen de Viboral (Antioquia), est un coureur cycliste colombien.

## Biographie
En 2018, il remporte le prologue du Tour de Colombie espoirs, une course qu'il termine à la deuxième place finale. Durant l'été, il gagne une étape du Tour d'Italie espoirs grâce à ses qualités de grimpeur. Il se classe sixième du classement final après avoir porté durant trois jours le maillot rose de leader du général. En août, il s'adjuge le classement du meilleur grimpeur du Tour de l'Avenir, après avoir terminé trois fois des étapes dans le top 10. En septembre, il signe un contrat de deux ans avec l'équipe continentale professionnelle Nippo-Vini Fantini-Europa Ovini.
La formation italienne cesse son activité à la fin de la saison 2019. Cependant, Alejandro Osorio trouve un contrat avec la formation espagnole Caja Rural-Seguros RGA pour l'année suivante. En 2021, il est meilleur grimpeur de la Semaine internationale Coppi et Bartali, après plusieurs échappées.
Après avoir intégré à l'intersaison l'équipe Bahrain Victorious, Alejandro Osorio est licencié par la formation UCI WorldTeam, début avril 2022. Selon le communiqué de presse officiel, la rupture avec le coureur antioqueño est due à de nombreuses violations de contrat de la part de celui-ci, notamment en matière de prévention face à la pandémie. Osorio n'a couru que huit jours de course avec l'équipe bahreïnie, terminant 49e le Tour des Émirats arabes unis et abandonnant lors des Strade Bianche. Au mois de mai, il s'engage avec une des plus anciennes formations du peloton national colombien, l'équipe EPM-Scott GO RIGO GO.
Avec l'aide de son frère Frank, il devient champion de Colombie 2024.
En décembre, la formation Orgullo Paisa annonce l'arrivée dans ses rangs d'Alejandro pour la saison suivante.

## Palmarès sur route
- 2018
  - Prologue du Tour de Colombie espoirs
  - 3e étape du Tour d'Italie espoirs
  - 2e du Tour de Colombie espoirs
- 2019
  - 3e de la Clásica de Marinilla
- 2021
  - Prologue de la Clásica Nacional Marco Fidel Suárez (es) (contre-la-montre)
- 2022
  - 3e de la Clásica de Girardot
- 2023
  - 4e étape de la Clásica de El Carmen de Viboral
  - Vuelta al Magdalena : 
    - Classement général
    - 1re, 3e et 4e étapes

  - 1re étape de la Clásica de Marinilla
  - 2e de la Clásica de El Carmen de Viboral
  - 3e de la Clásica de Marinilla
- 2024
  -  Champion de Colombie sur route
  - 8e étape du Tour du Táchira
  - 3e étape du Tour Colombia
  - Clásica de Rionegro
  - 2e, 3e et 5e étapes du Tour de Colombie
  - 7e étape du Clásico RCN
  - 10e étape du Tour du Guatemala
- 2025
  - Volta de Goiás : 
    - Classement général[9]
    - 1re et 6e[9] étapes

  - 8e étape du Tour de Colombie

### Classements mondiaux
| Année                                 | 2018  | 2019  | 2020 | 2021 | 2022  | 2023  | 2024 |
| ------------------------------------- | ----- | ----- | ---- | ---- | ----- | ----- | ---- |
| Classement mondial                    | 2061e | 1461e | nc   | 762e | 2288e | 2130e | 527e |
| UCI Europe Tour                       | 1367e |       |      |      |       |       |      |
| UCI America Tour                      | nc    | 211e  | nc   | 83e  | 370e  | nc    | 48e  |
|                                       |       |       |      |      |       |       |      |
| Légende : nc = non classéSource : UCI |       |       |      |      |       |       |      |

## Palmarès sur piste

### Championnats nationaux
- Medellín 2024
  -  Médaillé d'or de la poursuite par équipes (avec Juan Esteban Arango, Anderson Arboleda, Johan Colón et Weimar Roldán)[10].